# Anja Mittag
Anja Mittag (Chemnitz, 16 mei 1985) is een Duits voetbalspeelster.
Mittag begon bij Turbine Potsdam waar ze al snel als basisspeelster werd opgesteld, en ze veelvuldig scoorde in de Duitse Bundesliga. In 2007 werd Duitsland wereldkampioen, maar door een blessure moest Mittag die editie aan zich voorbij laten gaan. Op het EK 2009 was ze wel weer geslecteerd, maar in 2011 werd ze niet in de basisselectie opgenomen voor het WK 2011. Mittag vertrok naar de Zweedse competitie, en speelde vier seizoenen voor Rosengård. Hier haalde ze meerdere titels en werd uitgeroepen tot topscoorder van de competitie. Op het EK 2013 scoorde Mittag het winnende doelpunt in de finale tegen Noorwegen.
In maart 2020 speelde Mittag haar laatste wedstrijd, uitkomend voor RB Leipzig.

## Statistieken
| Seizoen | Club            | Land      | Competitie | Wedstrijden | Doelpunten |
| ------- | --------------- | --------- | ---------- | ----------- | ---------- |
| 2008/09 | Turbine Potsdam | Duitsland | FRB        | ?           | 21         |
| 2009/10 | Turbine Potsdam | Duitsland | FRB        | 21          | 17         |
| 2010/11 | Turbine Potsdam | Duitsland | FRB        | 22          | 15         |
| 2011/12 | Turbine Potsdam | Duitsland | FRB        | 11          | 4          |
| 2012    | Rosengård       | Zweden    | DAM        | 21          | 21         |
| 2013    | Rosengård       | Zweden    | DAM        | 21          | 13         |
| 2014    | Rosengård       | Zweden    | DAM        | 20          | 22         |
| 2015    | Rosengård       | Zweden    | DAM        | 7           | 6          |
| 2015/16 | PSG             | Frankrijk | FD1        | 10          | 10         |
| 2016/17 | VfL Wolfsburg   | Duitsland | FRB        | 10          | 1          |
| 2017    | Rosengård       | Zweden    | DAM        | 19          | 5          |
| 2018    | Rosengård       | Zweden    | DAM        | 22          | 17         |
| 2019    | Rosengård       | Zweden    | DAM        | 6           | 0          |
| Totaal  | Totaal          | Totaal    | Totaal     | 198         | 152        |

Laatste update: december 2020

## Interlands
Op de Olympische Zomerspelen van 2008 in Peking haalde het Duits vrouwenvoetbalelftal met Mittag een bronzen medaille.
Op de Olympische Zomerspelen van 2016 in Rio de Janeiro werd Mittag met het Duits voetbalelftal olympisch kampioen.

## Privé
Mittag was samen met Lira Alushi ambassadeur van World Vision, een organisatie die zich inzet voor kinderen in de derde wereld.
- Gemeinsame Normdatei: 117277269X
- Virtual International Authority File: 8680154441761935460003